# 奄美市立名瀬中学校
奄美市立名瀬中学校（あまみしりつ なぜちゅうがっこう）は、鹿児島県奄美市にある公立中学校。

## 沿革
- 1948年（昭和23年）4月 - 名瀬実業高校内[要出典]に併設され名瀬中学校が誕生。
- 1949年（昭和24年）3月 - 名瀬実業高校の廃止に伴い、名瀬中学校として独立する[2]。
- 1977年（昭和52年）- 吹奏楽部が全日本吹奏楽コンクールに出場し、銀賞を獲得した。

## 通学区域
奄美市立奄美小学校区域（名瀬平田町、名瀬真名津町、名瀬古田町、名瀬春日町、名瀬小俣町、名瀬安勝町、名瀬久里町、名瀬石橋町）

## 出身者
- 肥後剛 - プロバスケットボール選手